# أنتي ميليسيتش
انتي ميليسيتش (بالإنجليزية: Ante Milicic)‏ (4 أبريل 1974 بسيدني في أستراليا - ) هو لاعب كرة قدم أسترالي في مركز الهجوم. شارك مع منتخب أستراليا تحت 20 سنة لكرة القدم ومنتخب أستراليا الوطني لكرة القدم تحت 23 سنة ومنتخب أستراليا لكرة القدم. أما مع النوادي، فقد لعب مع كانبيرا أفسي ونادي بريزبان رور ونادي رييكا ونادي سيدني أوليمبيك ونادي سيدني يونايتد 58 وناك بريدا ونيوكاسل يونايتد جتس ونادي بهانغ ‏ وباراماتا باور ‏ وDandenong City SC ‏ وShahzan Muda F.C. ‏.

## وصلات خارجية
- انتي ميليسيتش على موقع الاتحاد الدولي (مؤرشف)  (الإنجليزية)
- انتي ميليسيتش على موقع قاعدة بيانات كرة القدم.إي يو (الإنجليزية)
- انتي ميليسيتش على موقع ناشيونال فوتبول تيمز (الإنجليزية)
- انتي ميليسيتش على موقع Soccerway.com (الإنجليزية)
- انتي ميليسيتش على موقع عالم كرة القدم.نت (الإنجليزية)